# Уард, Джон Алозиус
Джон Алозиус Уард (англ. John Aloysius Ward OFMCap , 24 января 1929 года, Лидс, Великобритания — 27 марта 2007 года, Уэльс, Великобритания) — католический прелат, архиепископ Кардиффа, член монашеского ордена капуцинов.

## Биография
Джон Алозиус Уард родился 24 января 1929 года. В 1945 году вступил в монашеский орден капуцинов. 7 июня 1953 года Марк Дэвис был рукоположён в священника.
25 июля 1980 года Римский папа Иоанн Павел II назначил Джона Алозиуса Уарда вспомогательным епископом епархии Меневии. 1 октября 1980 года Джон Алозиус Уард был рукоположён в епископа.
5 февраля 1981 года Уард был назначен ординарием епархии Меневии. 25 марта 1983 года был назначен архиепископом Кардиффа.
26 октября 2001 года ушёл в отставку.
Умер 27 марта 2007 года.